# Попель Микола Кирилович
Микола Кирилович Попель (2 січня 1901, Миколаївський повіт, Херсонська губернія, Російська імперія — 1980, Москва) — генерал-лейтенант танкових військ (02.11.1944), радянський воєначальник (політпрацівник). Автор відомих книг, присвячених участі радянських танкових військ у Другій світовій війні.

## Біографія
Народився 2 січня 1901 рокуі в Миколаївському повіті Херсонської губернії Російської імперії. Українець (згідно інших джерел мав угорське походження).

## У Червоній Армії
У РСЧА з 1920 року. Учасник Громадянської війни у Росії, кавалерист.
З 1938 року — військовий комісар 11-ї механізованої (танкової) бригади РСЧА. У період репресій як політпрацівник брав участь у написанні політичних характеристик з «компроматом» на командирів РСЧА. Брав участь в Радянсько-фінській війні 1939 року. До 3 червня 1940 — військовий комісар 1-го Ленінградського артилерійського училища.
На початку німецько-радянської війни в званні бригадного комісара був заступником командира з політичної частини 8-го механізованого корпусу. Очолив рухому групу 8-го мехкорпусу в боях за Дубно. Під час бою під Дубно влітку 1941 року організував рейд по тилах супротивника на захопленій бронетехніці. Вів бій в оточенні під Дубно, вийшов з оточення з частиною своїх військ. З 25 серпня 1941 року по 8 грудня 1941 — член Військової ради 38-ї армії. З вересня 1942 військовий комісар 3-го механізованого корпусу. З 30 січня 1943 до кінця війни — член Військової ради 1-ї танкової армії (перетвореної згодом в 1-й гвардійську танкову армію). На фронті був контужений.
Після війни проживав у Москві, написав мемуари. Записом і обробкою спогадів генерал-лейтенанта танкових військ Миколи Попеля займався літературний критик Е. В. Кардін. Ці спогади виросли в підсумку в три книги: «В тяжкую пору», «Танки повернули на запад» и «Впереди — Берлин!», які були надруковані у 1959 і 1960 роках.
Помер у Москві в 1980 році. Похований на Ваганьковському кладовищі (Мочаловська алея).

## Військові звання
- бригадний комісар (03.06.1940)
- генерал-майор (06.12.1942)
- генерал-лейтенант танкових військ (02.11.1944)

## Вшанування
21 липня 1981 в місті Миколаїв вулиця Жовтнева перейменована у вулицю Генерала Попеля (сучасна вулиця Олега Кравця).

## Книги
- Попель Н. К. В тяжкую пору. — М.-СПб.: Terra Fantastica, 2001. 2001 г. — 480 стр., ISBN 5-17-005626-5, 5-7921-0392-5
- Попель Н. К. Танки повернули на запад. — М.-СПб.: Terra Fantastica, 2001. 2001 г. — 480 стр., ISBN 5-17-005626-5, 5-7921-0392-5
- Попель Н. К. Впереди — Берлин! — М.: ООО «Издательство ACT»; СПб.: Terra Fantastica, 2001. — (Военно-историческая библиотека).
- Попель Н. К. Бригада «Революционная Монголия». — М., ДОСААФ, 1977. − 176 с.
- Попель Н. К. Герои Курской битвы. — М.: Издательство «Просвещение», 1971. — 198 с.